# ANZUS
El  ANZUS (acrónimo proveniente de Australia, Nueva Zelanda y Estados Unidos en inglés, y de nombre completo "Australia, New Zealand, United States Security Treaty") es una alianza, tipo ente, conformada entre tres naciones de la angloesfera - Estados Unidos, Australia y Nueva Zelanda - que a su vez tiene un pacto de unidad con el Reino Unido que tiene por objeto garantizar la seguridad en el Pacífico Sur. 
El establecimiento de una alianza de este tipo en el sur del Pacífico el 1 de septiembre de 1951 respondía a una dinámica de rivalidad en la que Estados Unidos quería garantizar una zona de influencia más allá del territorio en el cual es capaz de influir, y cuya presencia, cercana a la de la Unión Soviética, actuaba como disuasivo de un posible ataque nuclear.
Durante la Guerra Fría las dos potencias antagónicas del mundo bipolar (Estados Unidos-URSS) pugnaban por controlar las mayores zonas posibles y las alianzas eran (y son hoy en día) una buena forma de garantizar la extensión de las zonas de influencia más allá del territorio "natural" donde se influye.

## Estructura del Tratado
Anteriormente, el tratado era un pacto de defensa a tres bandas, pero se interrumpió a raíz de una disputa entre Nueva Zelanda y Estados Unidos en 1984 sobre los derechos de visita a puertos neozelandeses de buques y submarinos capaces de transportar armas nucleares o buques de propulsión nuclear de la US Navy. El tratado pasó a ser entre Australia y Nueva Zelanda, y entre Australia y Estados Unidos. Aunque el tratado ha caducado entre Estados Unidos y Nueva Zelanda, sigue vigente por separado entre ambos Estados y Australia. En 2000, Estados Unidos abrió de nuevo sus puertos a la Marina Real de Nueva Zelanda y, bajo la presidencia de Bill Clinton en Estados Unidos y el gobierno de Helen Clark en Nueva Zelanda, los países han restablecido desde entonces la cooperación bilateral en materia de defensa y seguridad.
Aunque comúnmente se reconoce que ANZUS se rompió en 1984, la alianza entre Australia y EEUU sigue plenamente vigente. Los Jefes de Defensa de uno o ambos Estados participan a menudo en las reuniones ministeriales anuales, que se complementan con consultas entre el Comandante Combatiente del Pacífico de EEUU y el Jefe de las Fuerzas de Defensa de Australia. También se celebran consultas civiles y militares periódicas entre ambos gobiernos a niveles inferiores.
Las reuniones anuales para tratar asuntos de defensa de ANZUS tienen lugar entre los Secretarios de Defensa y de Estado de Estados Unidos y los Ministros de Defensa y de Asuntos Exteriores de Australia y se conocen por las siglas AUSMIN. La reunión AUSMIN de 2011 tuvo lugar en San Francisco en septiembre. La reunión AUSMIN de 2012 se celebró en Perth, Australia Occidental, en noviembre.
A diferencia de la Organización del Tratado del Atlántico Norte (OTAN), ANZUS no tiene una estructura de defensa integrada ni fuerzas específicas. No obstante, Australia y Estados Unidos llevan a cabo diversas actividades conjuntas. Entre ellas se incluyen ejercicios militares que van desde ejercicios navales y de desembarco a nivel de grupo operativo hasta entrenamiento de fuerzas especiales a nivel de batallón, asignación de oficiales a los servicios armados de la otra parte y estandarización de equipos y doctrina operativa. Los dos países también operan varias instalaciones conjuntas de defensa en Australia, principalmente estaciones terrestres para satélites espía, y espionaje de inteligencia de señales en el Sudeste Asiático y Asia Oriental como parte de la red ECHELON.
Durante la década de 2010, Nueva Zelanda y EE. UU. reanudaron una estrecha relación, aunque no está claro si la reactivada asociación se inscribe en el marco del tratado trilateral de 1951. La Declaración de Wellington de 2010 definió una "asociación estratégica" entre Nueva Zelanda y EE. UU., y Nueva Zelanda se unió al ejercicio militar bienal Rim of the Pacific frente a Hawái en 2012, por primera vez desde 1984. La prohibición estadounidense de que los buques neozelandeses tocaran puerto en bases estadounidenses se levantó tras las maniobras de 2012.

## Texto del tratado
El texto del Tratado se puede consultar en SECURITY TREATY BETWEEN AUSTRALIA, NEW ZEALAND, AND THE UNITED STATES OF AMERICA

Las partes en este Tratado, reafirmando su fe en los objetivos y principios de la Carta de las Naciones Unidas y su deseo de vivir en paz con todos los pueblos y gobiernos, deseosas de reforzar la estructura de la paz en la zona del Pacífico. Tomando nota del hecho que los Estados Unidos tienen ya acuerdos por los cuales sus fuerzas armadas se estacionan en Filipinas, tienen fuerzas y responsabilidades administrativas en las Islas Riu Kiu, y que desde la entrada en vigor del Tratado de Paz con el Japón podrán también estacionar fuerzas armadas en el interior y zona del Japón para contribuir al mantenimiento de la paz y seguridad en tal zona. Reconociendo que Australia y Nueva Zelanda como miembros de la Mancomunidad Británica de Naciones tienen obligaciones militares, dentro y fuera de la zona del Pacífico. Deseosos de expresar públicamente y formalmente su unidad, para que ningún agresor en potencia pueda alimentar la ilusión de que cualquiera de ellas está aislada en la zona del Pacífico. Deseosos de acrecentar más aún sus esfuerzos de defensa colectiva, para preservar la paz y la seguridad mientras se desenvuelve un sistema más amplio de seguridad regional en la zona del Pacífico, por tales motivos declaran y aprueban lo que sigue:

Art. 1. Las partes contratantes se comprometen según la Carta de las Naciones Unidas a arreglar por todos los medios pacíficos todas las diferencias internacionales en que puedan estar envueltas de modo que la paz, seguridad y justicia internacionales no se comprometan, y a abstenerse en sus relaciones internacionales de recurrir a la amenaza o a la fuerza de modo incompatible con los objetivos de la Carta.

Art. 2. Para alcanzar más eficazmente el objetivo de este Tratado, las partes conjunta y separadamente, empleando esfuerzos personales y mutuos sostenidos y continuos, mantendrán y desenvolverán su capacidad individual y colectiva de resistencia al ataque armado.

Art. 3. Las partes se consultarán cuantas veces, según una de ellas, la integridad territorial, independencia política o seguridad de una, esté amenazada en el Pacífico.

Art. 4. Cada parte reconoce que un ataque armado en la zona del Pacífico contra una de ellas sería un peligro para la seguridad y la paz propias, declarando que para enfrentarse al peligro común obrará según procedimiento constitucional. Todo ataque armado de esta índole y todas las medidas tomadas en consecuencia se comunicarán inmediatamente al Consejo de Seguridad de las Naciones Unidas. Estas medidas acabarán cuando el Consejo de Seguridad haya tomado las disposiciones necesarias para restaurar y mantener la paz y seguridad internacionales.

Art. 5. Para precisar el objeto del art. 4 se define el ataque armado contra cualquier parte, como ataque armado contra su territorio metropolitano o contra los territorios insulares bajo su jurisdicción en el Pacífico, o contra sus ejércitos, navíos y aparatos de aviación públicos en el Pacífico.

Art. 6. Este Tratado no afecta ni debe interpretarse que afecte de ningún modo los derechos y obligaciones que derivan en la Carta de las Naciones Unidas para las partes ni a la responsabilidad de las Naciones Unidas para mantener la paz y seguridad internacionales.
Art. 7 Por este Tratado las partes crean un Consejo compuesto de sus Ministros de Asuntos Exteriores o de sus suplentes, para estudiar las cuestiones relativas a su aplicación. El Consejo se organizará de modo que pueda reunirse en cualquier momento.

Art. 8 Esperando la creación de un sistema más amplio de seguridad regional en el Pacífico y la puesta a punto por las Naciones Unidas de medios más efectivos para mantener la paz y seguridad internacionales, el Consejo instituido en el art. 7 está autorizado a mantener relaciones de consulta con los Estados, organizaciones regionales, asociaciones de estados, y demás autoridades de la zona del Pacífico, que pueden corroborar los objetivos del Tratado y contribuir a la seguridad de la zona.

Art. 9. Este Tratado se ratificará por las partes según sus respectivos procedimientos constitucionales y los instrumentos de ratificación se depositarán lo más pronto posible ante el Gobierno de Australia que notificará tal depósito a cada parte, entrando en vigor desde que la ratificación y los signatarios se deposite.

Art. 10. Este Tratado será de duración ilimitada. Cualquier parte podrá cesar de pertenecer al Consejo del art. 7, un año después de haberlo notificado al Gobierno de Australia que informará a los otros Gobiernos de las partes del depósito de la notificación.

Art. 11. Este Tratado, redactado en inglés, se depositará en los archivos del Gobierno de Australia, transmitiéndose por el mismo a los otros Gobiernos signatarios copias debidamente certificadas.

## Historia

### Orígenes
En los años posteriores a la Segunda Guerra Mundial, Australia y Nueva Zelanda comenzaron a presionar a Estados Unidos para obtener una garantía de seguridad formal. Ambos gobiernos se sentían amenazados por el resurgimiento de Japón y la expansión del comunismo en el norte, y la caída de Singapur en 1942 demostró que su protector tradicional, el Reino Unido, ya no tenía poder en la región. Esto aumentó su sensación de vulnerabilidad. Estados Unidos se mostró reacio en un principio, ofreciendo en su lugar una garantía informal de protección. Pero la necesidad de reforzar a Occidente contra el comunismo creció con la victoria comunista en la Revolución china de 1949 y la guerra de Corea de 1950-1953. Además, Estados Unidos quería obtener la aprobación de Australia y Nueva Zelanda para una "paz suave" con Japón. El tratado disipó los temores de las antípodas de que dicha paz permitiera a Japón volver a amenazarles.
El tratado resultante se firmó en San Francisco el 1 de septiembre de 1951 y entró en vigor el 29 de abril de 1952. El tratado obligaba a los signatarios a reconocer que un ataque armado en la zona del Pacífico contra cualquiera de ellos pondría en peligro la paz y la seguridad de los demás. Decía: "Las Partes se consultarán siempre que, en opinión de cualquiera de ellas, la integridad territorial, la independencia política o la seguridad de cualquiera de las Partes se vea amenazada en el Pacífico". Los tres gobiernos también se comprometieron a mantener y desarrollar capacidades individuales y colectivas para resistir los ataques.

### Corea, Malasia, Borneo, Vietnam y la guerra contra el terrorismo

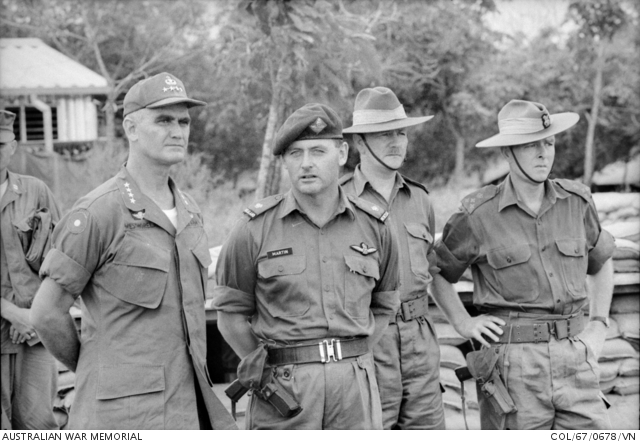
El general estadounidense Westmoreland conversa con el comandante de la batería de artillería neozelandesa junto a altos oficiales australianos en Vietnam, en 1967.

El tratado en sí no fue motivo de debate durante más de 30 años, ya que Nueva Zelanda participó como parte de las fuerzas de la Commonwealth británica en la guerra de Corea y en la Emergencia Malaya, después en el enfrentamiento entre Indonesia y Malasia, y directamente como parte de ANZUS en la guerra de Vietnam. La guerra de Vietnam fue el primer conflicto en el que participó Nueva Zelanda en el que no participaron los británicos ni ningún otro país de la Commonwealth fuera de Australia. Como miembro de ANZUS, Nueva Zelanda contribuyó con ayuda militar y no militar al esfuerzo bélico de Estados Unidos en Vietnam desde 1963 hasta 1975. Las fuerzas de combate neozelandesas y australianas se retiraron en 1972 y la ayuda médica no militar neozelandesa continuó hasta 1975.
En respuesta a la guerra de Afganistán, Nueva Zelanda envió aviones de transporte, aviones de patrulla marítima y fragatas al Golfo Pérsico, así como un número muy reducido de soldados, soldados del SAS, personal médico y fuerzas de mantenimiento de la paz, a Afganistán en 2001. A pesar de que la primera ministra, Helen Clark, criticó abiertamente las justificaciones estadounidenses de la guerra de Irak de 2003, Nueva Zelanda envió tropas de ingenieros a Irak tras la invasión de 2003, aunque estas tropas se dedicaban oficialmente a la reconstrucción, en virtud de la Resolución 1483 del Consejo de Seguridad de la ONU, y no eran combatientes.

### Reservas australianas sobre el misil MX
En 1983, la Administración Reagan se dirigió a Australia con propuestas para probar la nueva generación de misiles balísticos intercontinentales estadounidenses, el misil MX (LGM-118A Peacekeeper). Los campos de pruebas estadounidenses en el Pacífico eran insuficientes para probar los nuevos misiles de largo alcance y el ejército de Estados Unidos deseaba utilizar el mar de Tasmania como zona de tiro. El primer ministro australiano, Malcolm Fraser, del Partido Liberal, había accedido a proporcionar emplazamientos de control cerca de Sídney para este fin. Sin embargo, en 1985, el recién elegido primer ministro Bob Hawke, del Partido Laborista, retiró a Australia del programa de pruebas, lo que desató las críticas de la Administración Reagan. Hawke había sido presionado para ello por la facción izquierdista del Partido Laborista, que se oponía a la prueba de misiles MX propuesta en el mar de Tasmania. La facción izquierdista del Partido Laborista también simpatizaba firmemente con la política antinuclear del cuarto Gobierno Laborista de Nueva Zelanda y apoyaba una Zona Libre de Armas Nucleares en el Pacífico Sur
Para preservar sus instalaciones conjuntas de comunicaciones militares australiano-estadounidenses, la Administración Reagan también tuvo que asegurar al Gobierno de Hawke que esas instalaciones no se utilizarían en el proyecto de Iniciativa de Defensa Estratégica, al que el Partido Laborista australiano se oponía firmemente. A pesar de estos desacuerdos, el gobierno laborista de Hawke siguió apoyando el tratado de seguridad ANZUS. Tampoco apoyó la prohibición impuesta por su homólogo neozelandés a los buques con armamento y propulsión nucleares. Tras la ruptura de ANZUS en febrero de 1985, el gobierno australiano también respaldó los planes de la Administración Reagan de cancelar las maniobras militares trilaterales y posponer la conferencia de ministros de Asuntos Exteriores de ANZUS. Sin embargo, siguió manteniendo lazos militares bilaterales y continuó compartiendo información de inteligencia con Nueva Zelanda. A diferencia de Nueva Zelanda, Australia siguió permitiendo que buques de guerra estadounidenses visitaran sus puertos y participaran en maniobras militares conjuntas con Estados Unidos.